# Cyathodera lanugicollis
Cyathodera lanugicollis – gatunek chrząszcza z rodziny sprężykowatych.
Owad osiąga długość 22-25 mm.
Owad jest ciemnego koloru czerwonawobrązowego o czułkach brązowych. Dysponuje drobnym, acz długim i gęstym owłosieniem koloru żółtawobiałego.
Cechuje się on czołem łódkowatym, o długości większej od szerokości, z podłużną przyśrodkową wklęsłością. Czułki wykazują nieznaczne ząbkowanie, liczą sobie 11 segmentów, cechuje je pośrodkowo położona, podłużna, gładka smuga. Ich podstawa jest węższa od oka. 2. segment ma kształt okrągły, a 3. wydłużony. Pomimo tego 4. jest od niego dłuższy. Ostatni z segmentów przybiera kształt eliptyczny. Górna warga o kształcie z grubsza trapezoidalnym wytwarza długie sety. Żuwaczki są wąskie, ich krótkie sety formują penicillius.
Wymiar poprzeczny przedtułowia przewyższa jego długość. Przedtułów jest nieznacznie i nieregularnie wypukły. Wypukłe pokrywy zwężają się w kierunku dystalnym.
Ostrogi na goleniach wykazują znaczną długość. Tarczka (Scutellum) jest prawie pięciokątna o zaokrąglonym tylnym brzegu.
Cyathodera lanugicollis spotykana jest w Surinamie i Gujanie Francuskiej.